# 白睡莲
白睡莲（ 学名：Nymphaea alba）又名欧洲白睡莲，是一种源自于欧洲的睡莲属植物。其种加词“alba”意为“白色的”。

## 特征

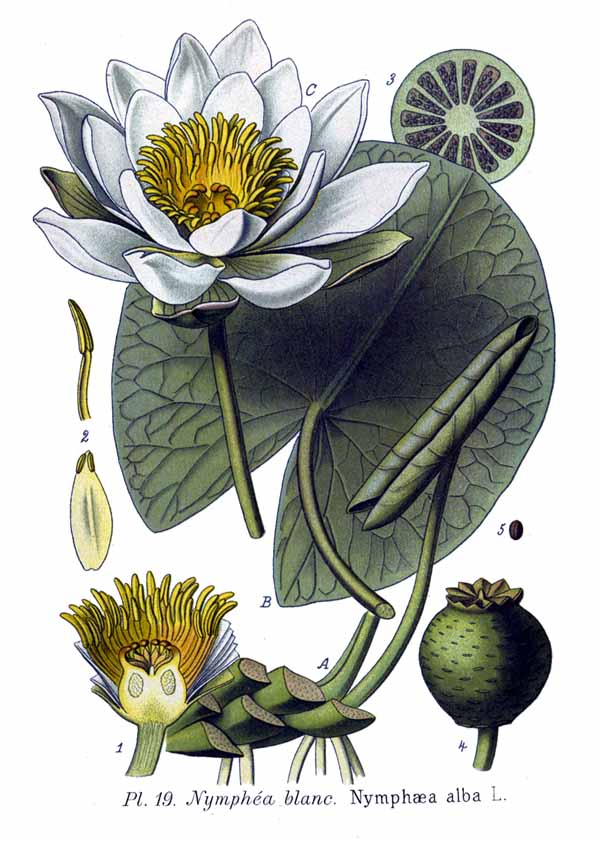
图解：
A.茎
B.叶
C.花
1.花托
2.上：内轮雄蕊；下：外轮雄蕊
3.果实横切面
4.果实外观
5.种子

白睡莲属多年生草本植物，生于池沼中。花期6-8月，果期8-10月。
叶近圆形、纸质、两面无毛、有小点，直径10到25厘米，基部有深弯缺、裂片尖锐、近平行或开展，全缘或波状，叶柄长50厘米。
茎为匍匐根茎。
花直径10至20厘米，花梗与叶柄长度相近；萼片披针形，长3至5厘米，脱落或在花期后腐烂。花瓣20至25片，白色、卵状矩圆形，长3至5.5厘米，外轮略长于萼片。花托为圆柱形。雄蕊的花药先端不延长，花粉粒皱缩，具乳突。雌蕊柱头扁平，具有14至20辐射线。
果实为浆果，形状扁平至半球形，长2.5到3厘米。种子呈椭圆形、长约2到3厘米。

## 分布
白睡莲常见于欧洲大陆的湿地，在地中海的岛屿乃至其周边的北非突尼斯及摩洛哥、西亚以色列、高加索地区、直到乌拉尔山脉及克什米尔东部都有白睡莲的自然分布。在山区则少见。
此外，在澳洲、纽西兰等地也有人类引入的野生种群，在中国浙江、山东、河北、陕西乃至云南等也有引入栽培。

## 图集

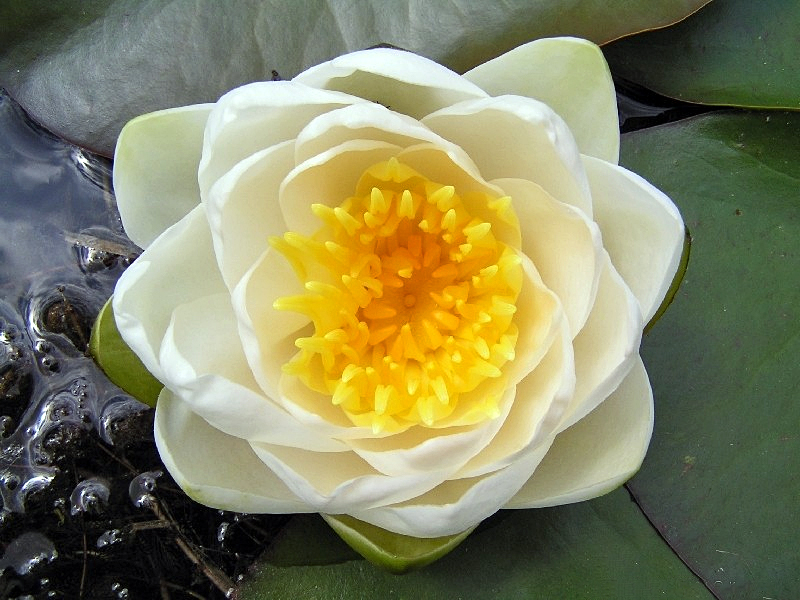
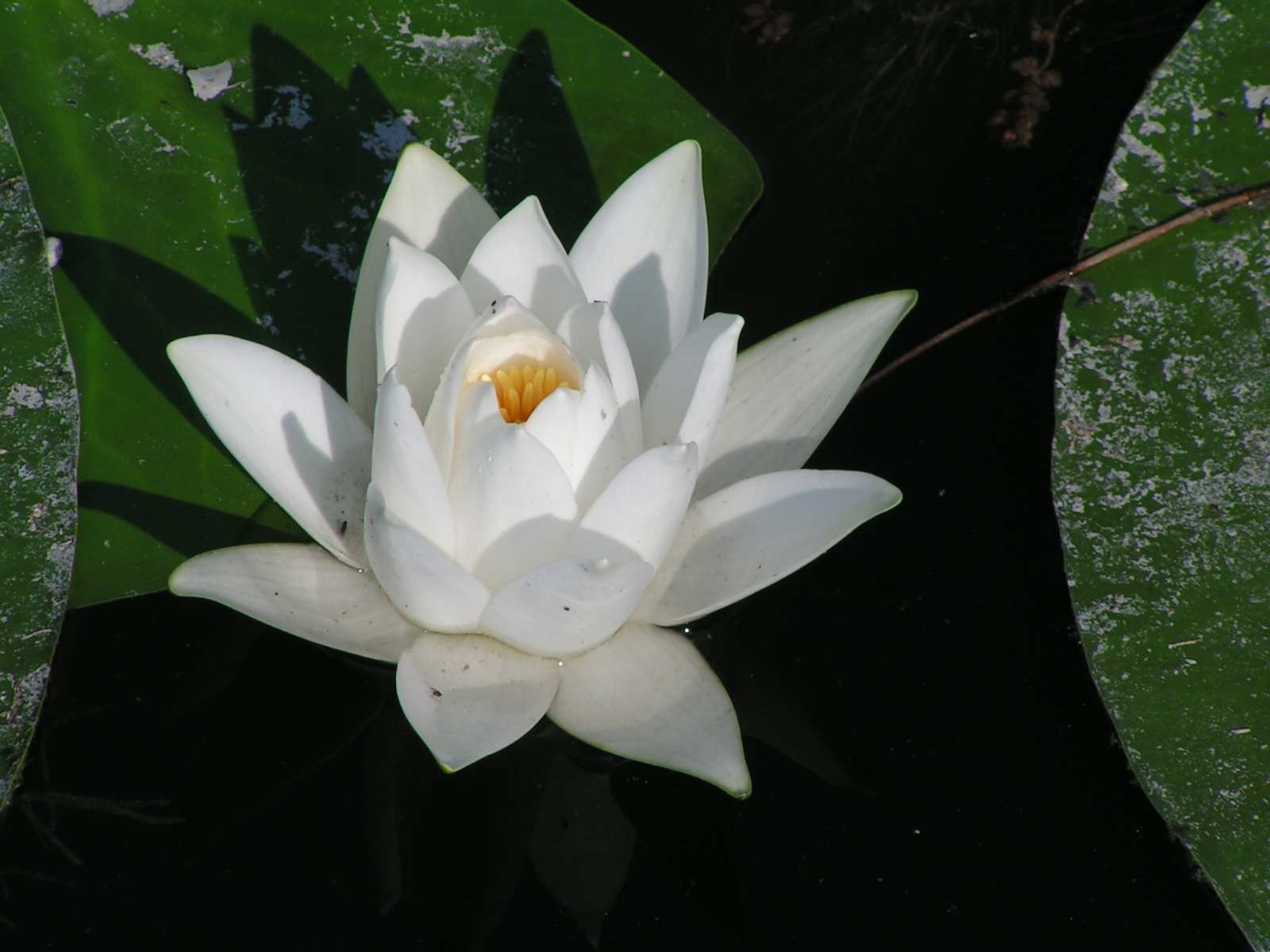
摄于罗马尼亚
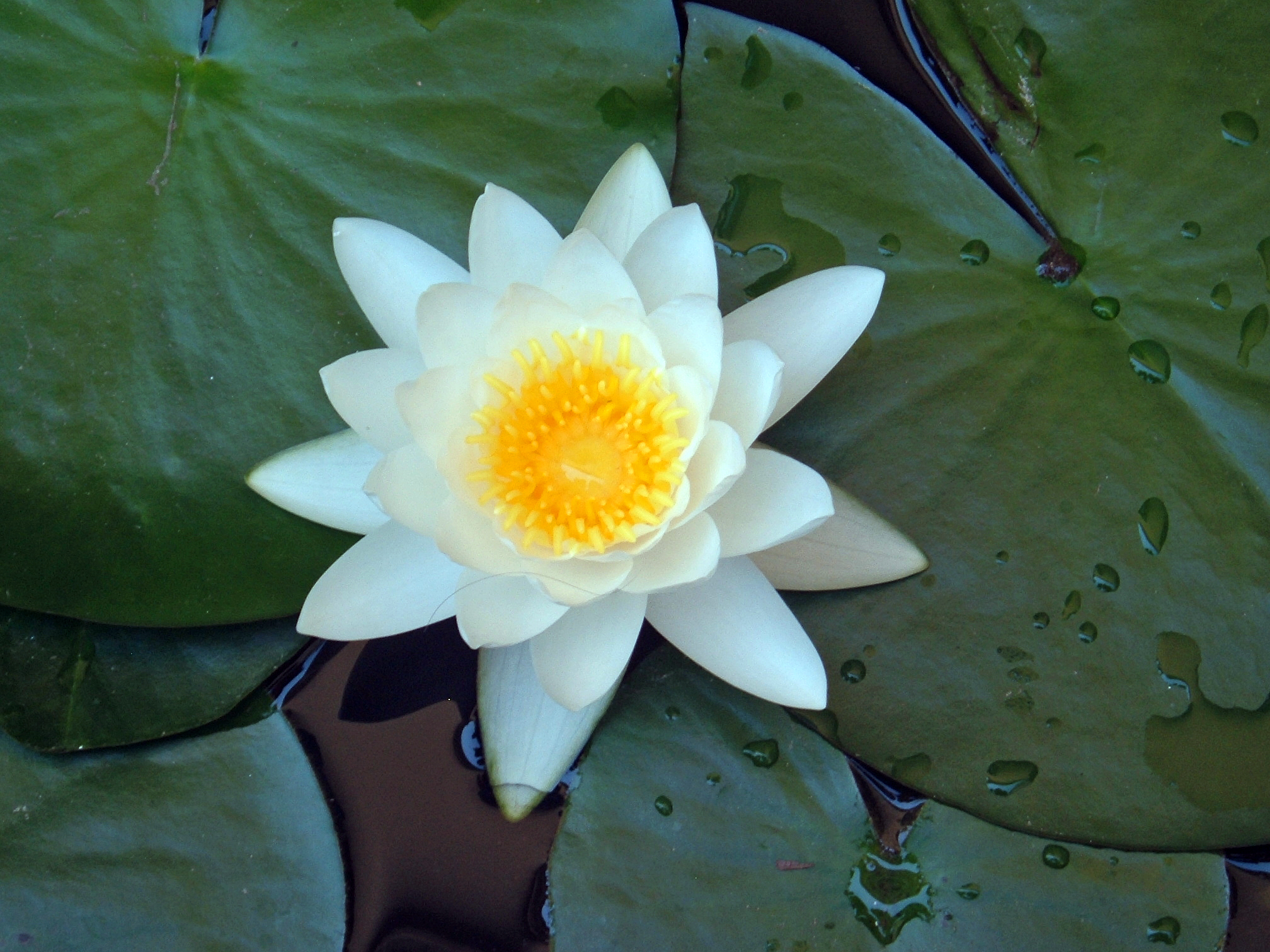
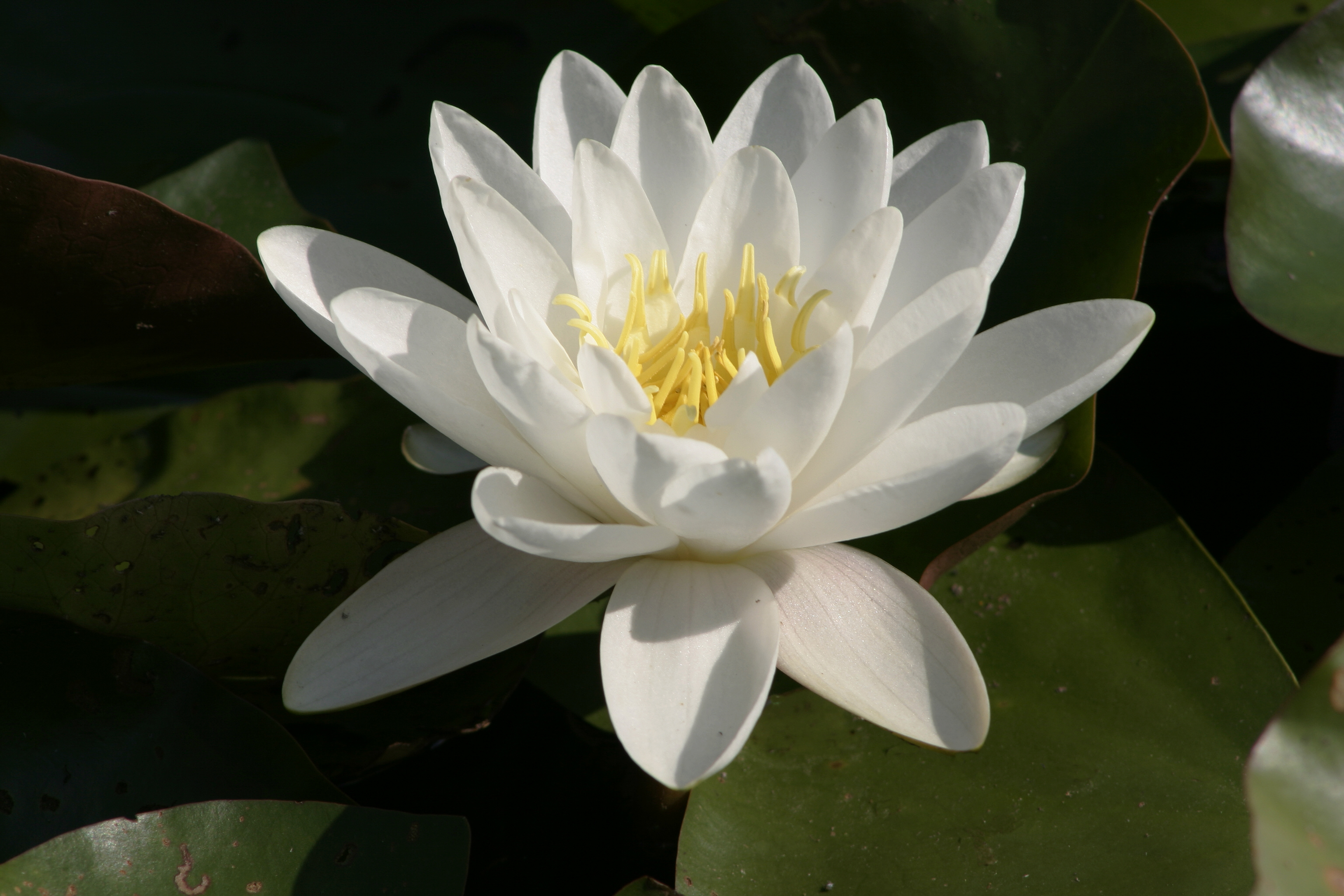
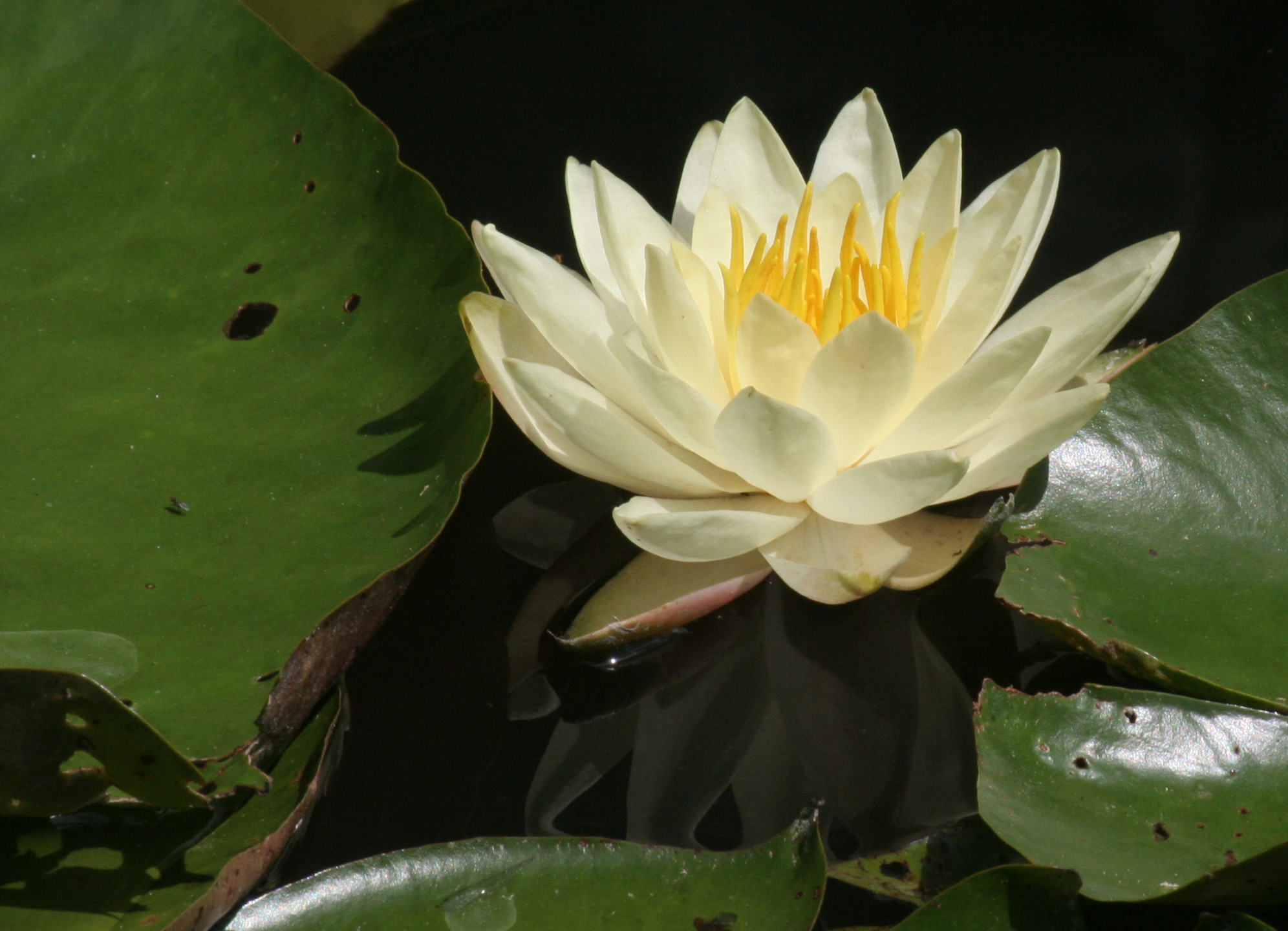
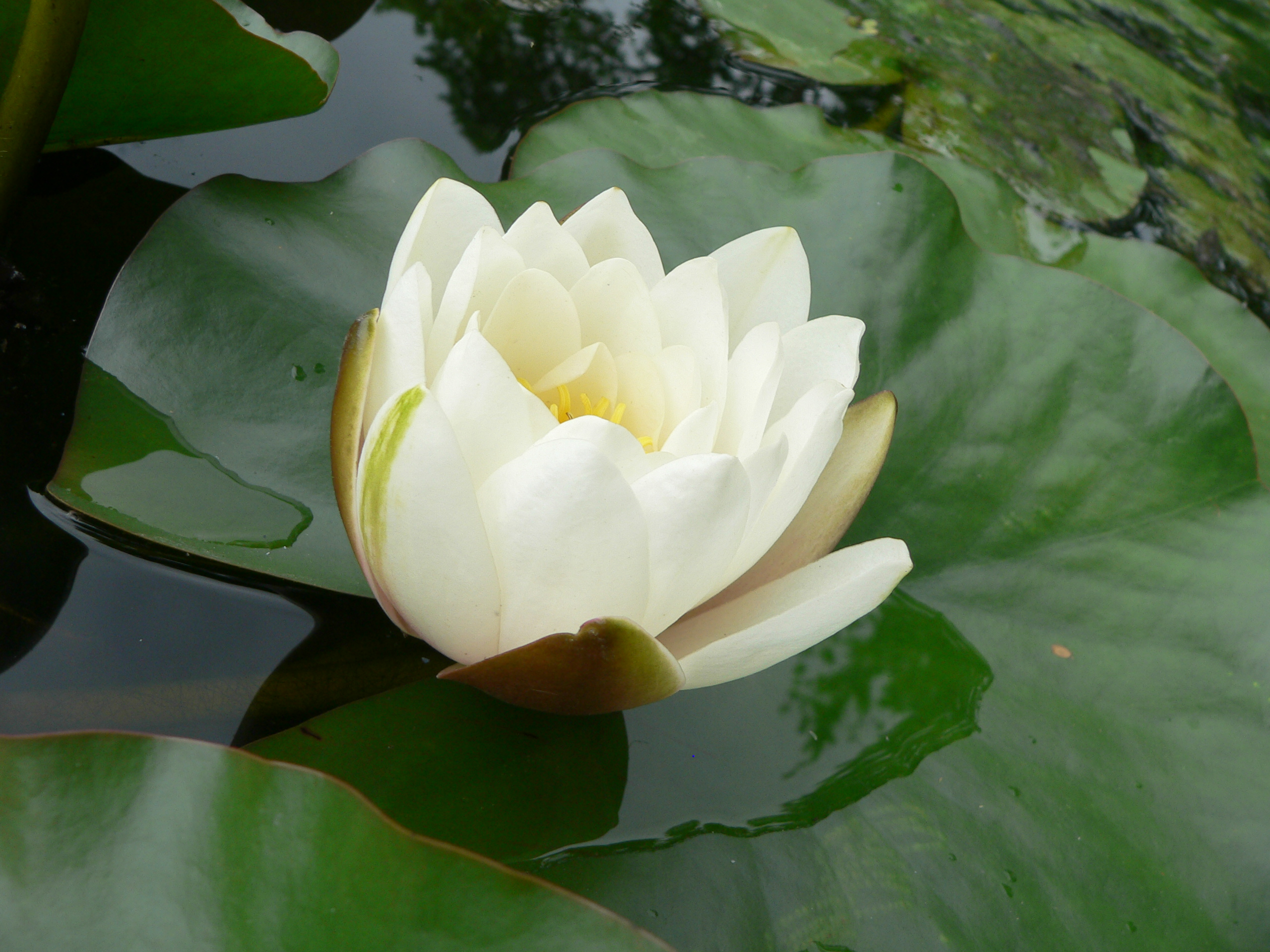
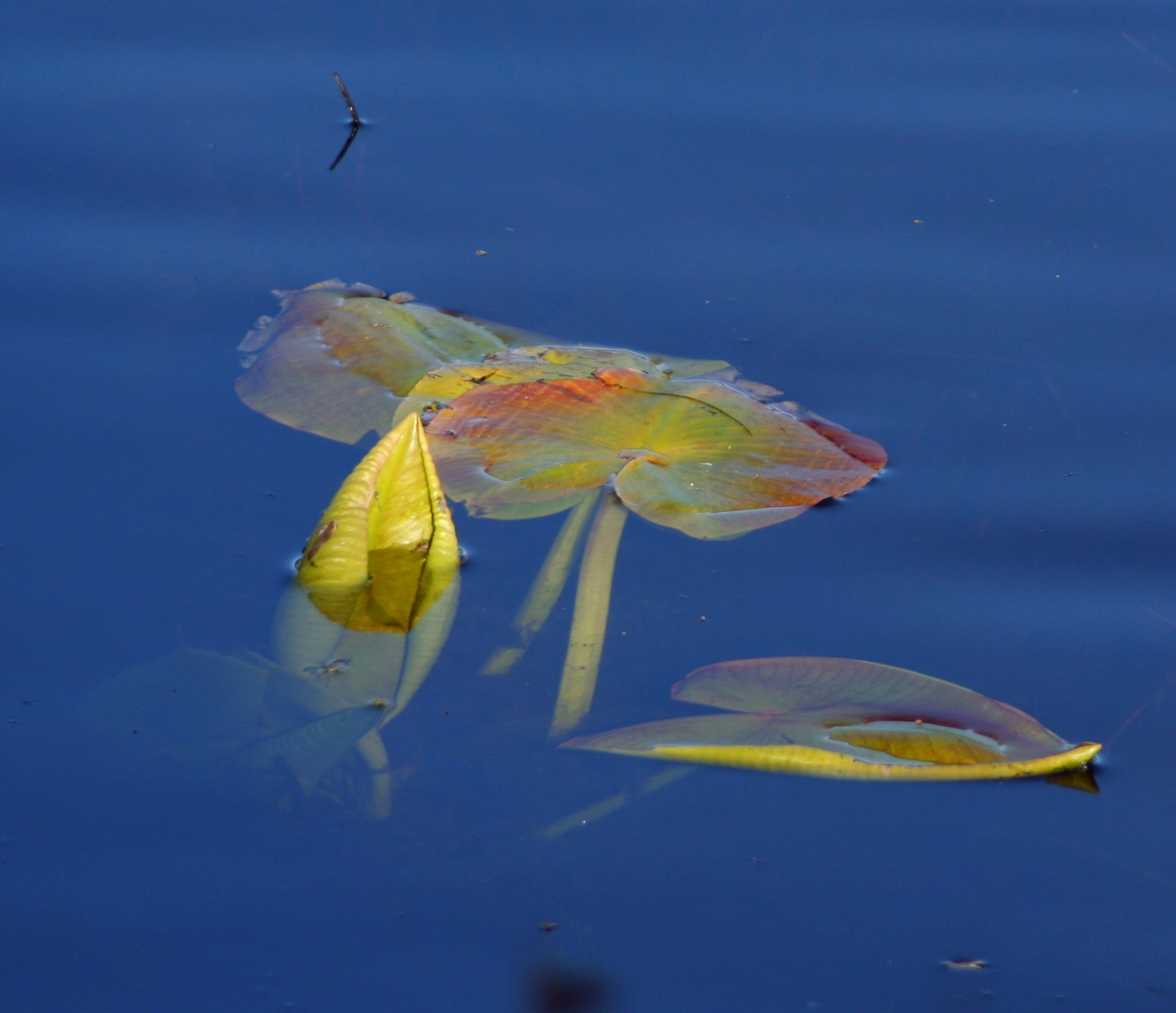
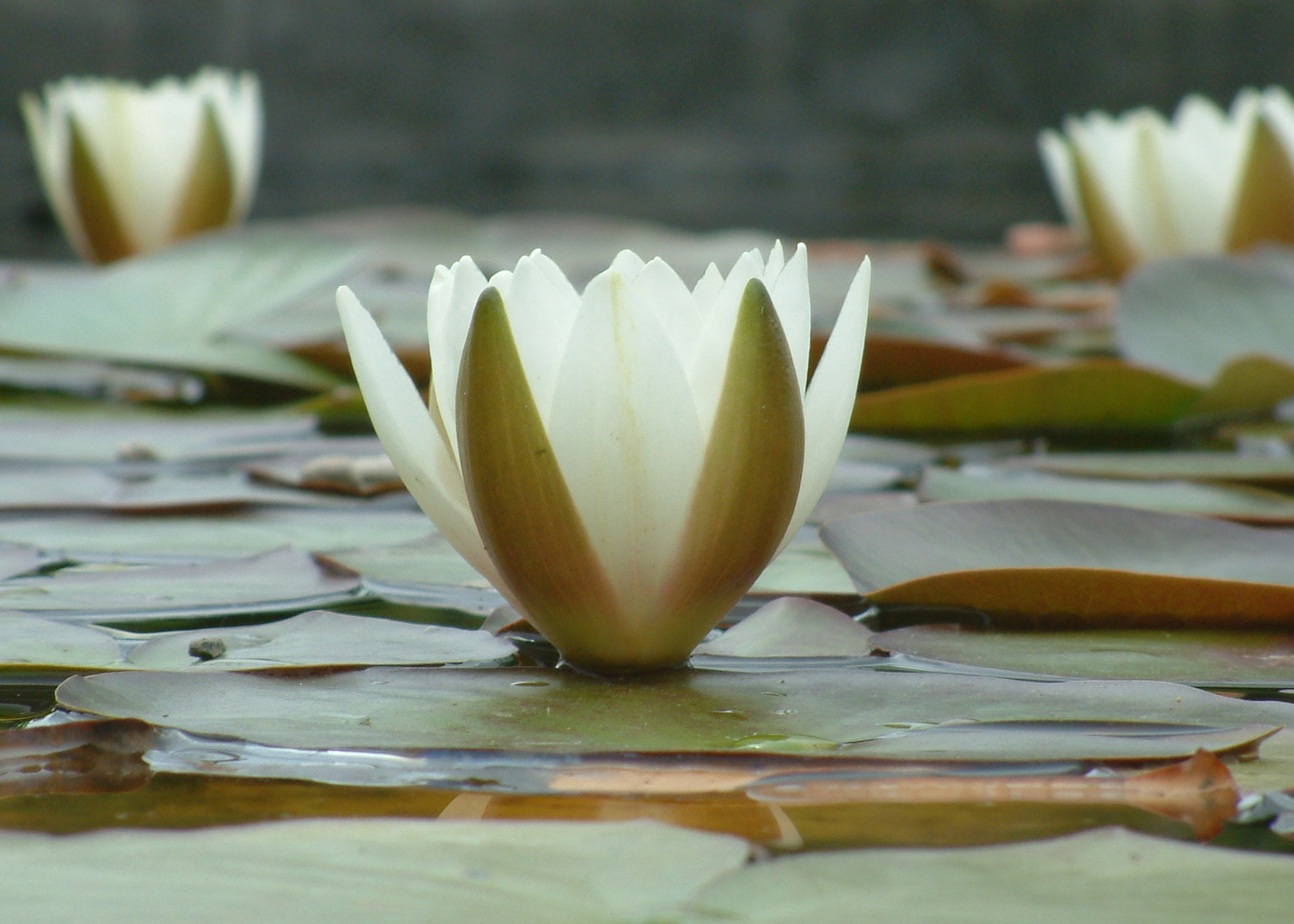
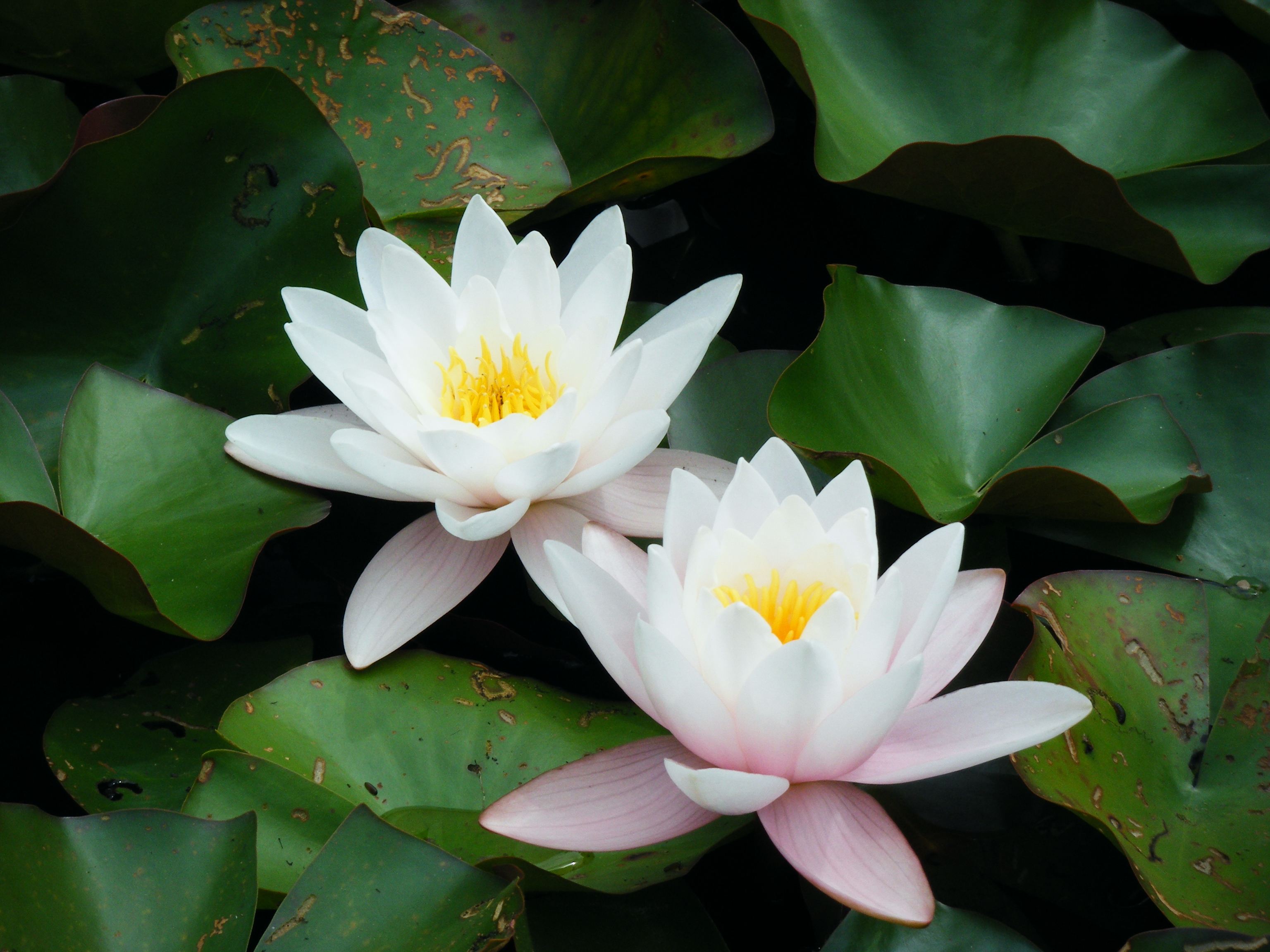
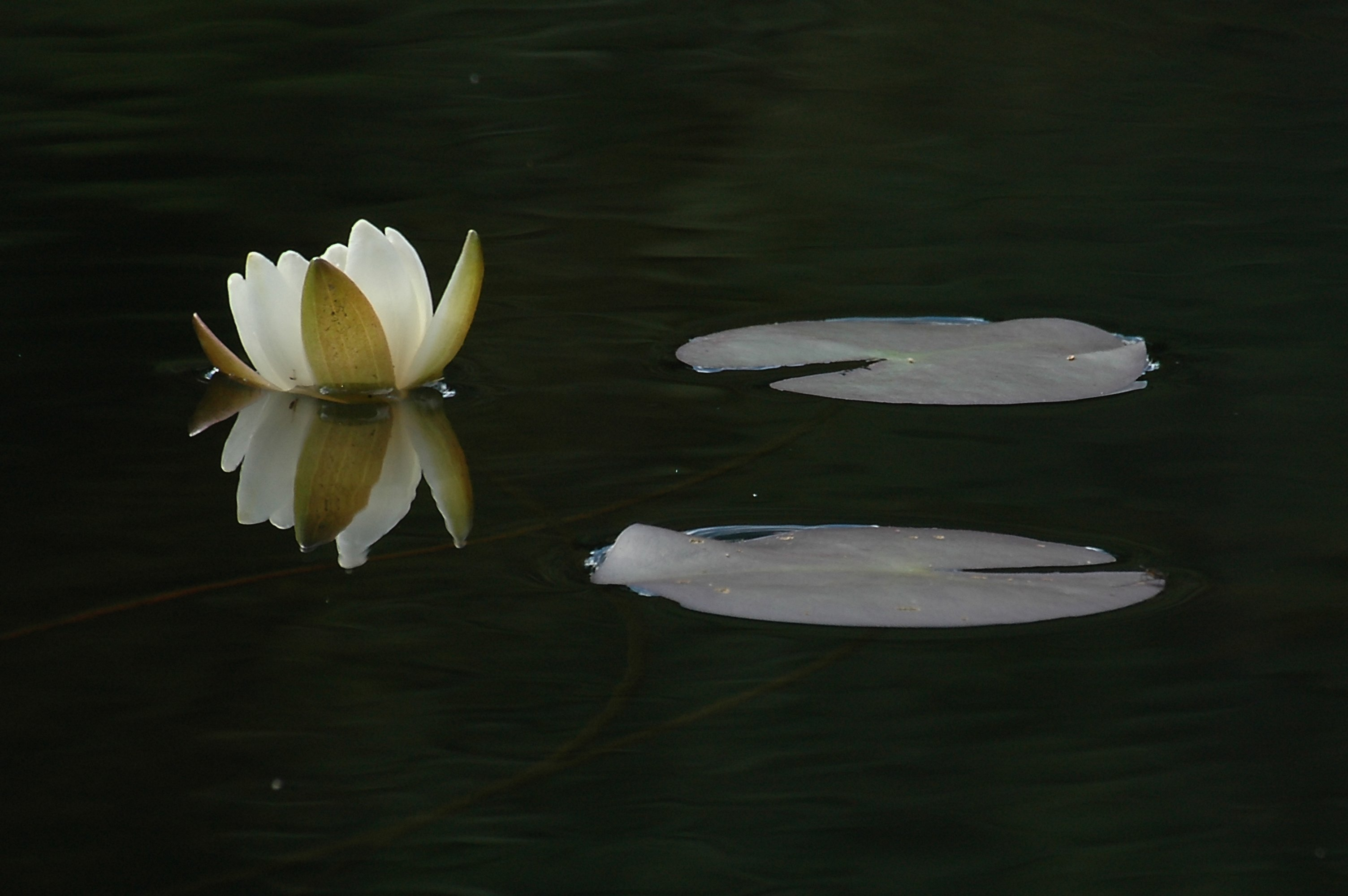
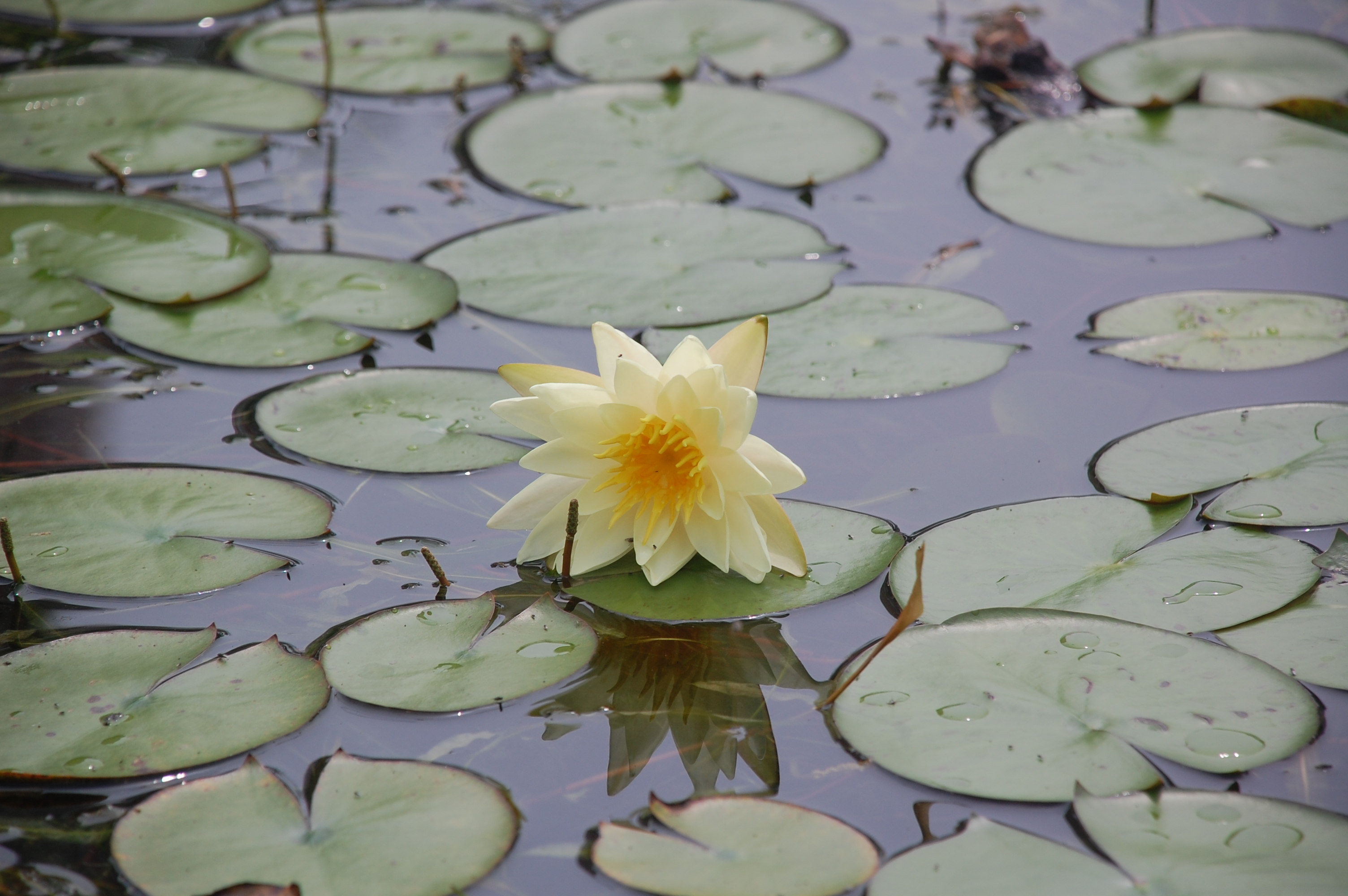
河南大学的白睡莲
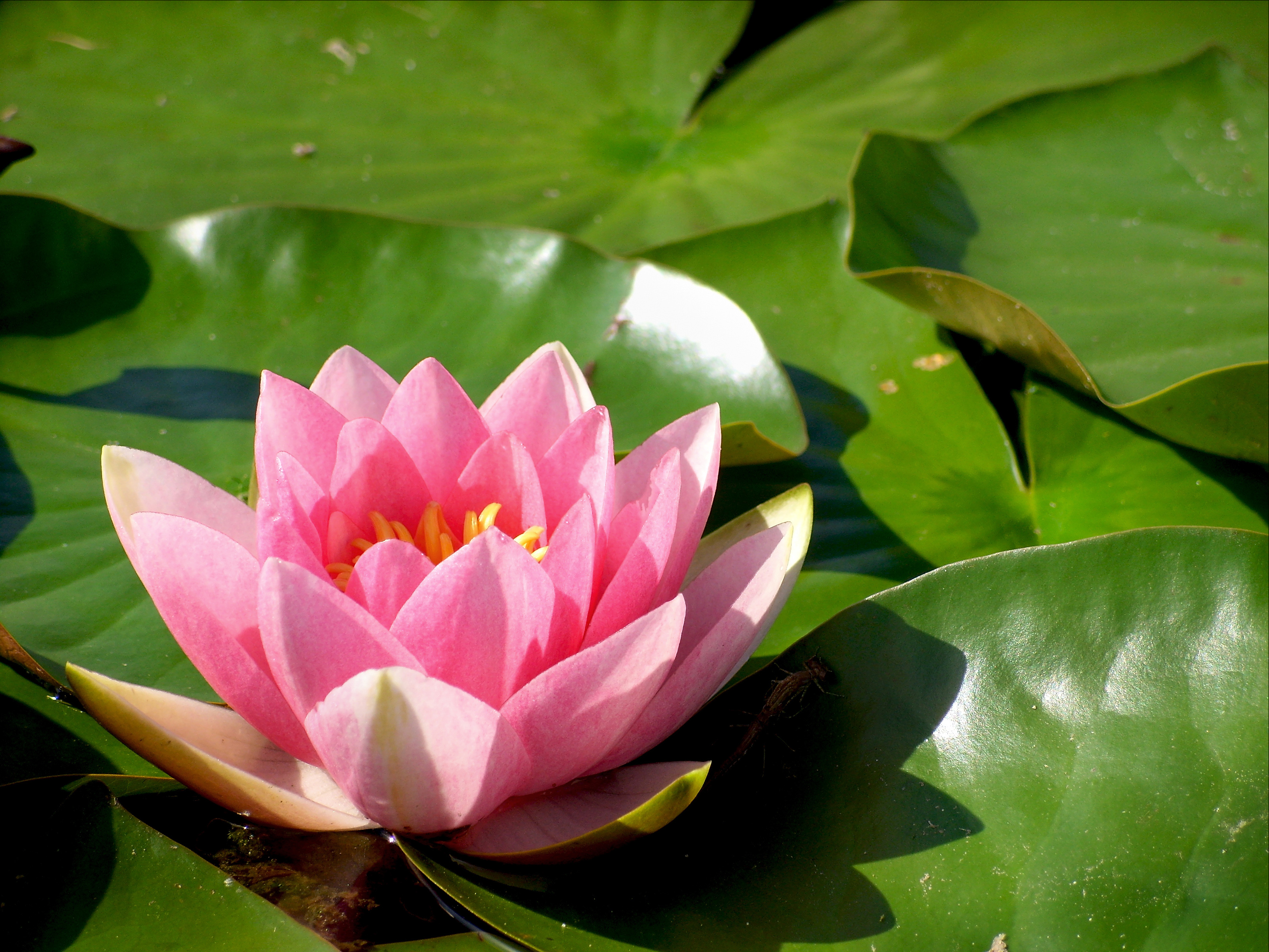
红色的人工裁培品种
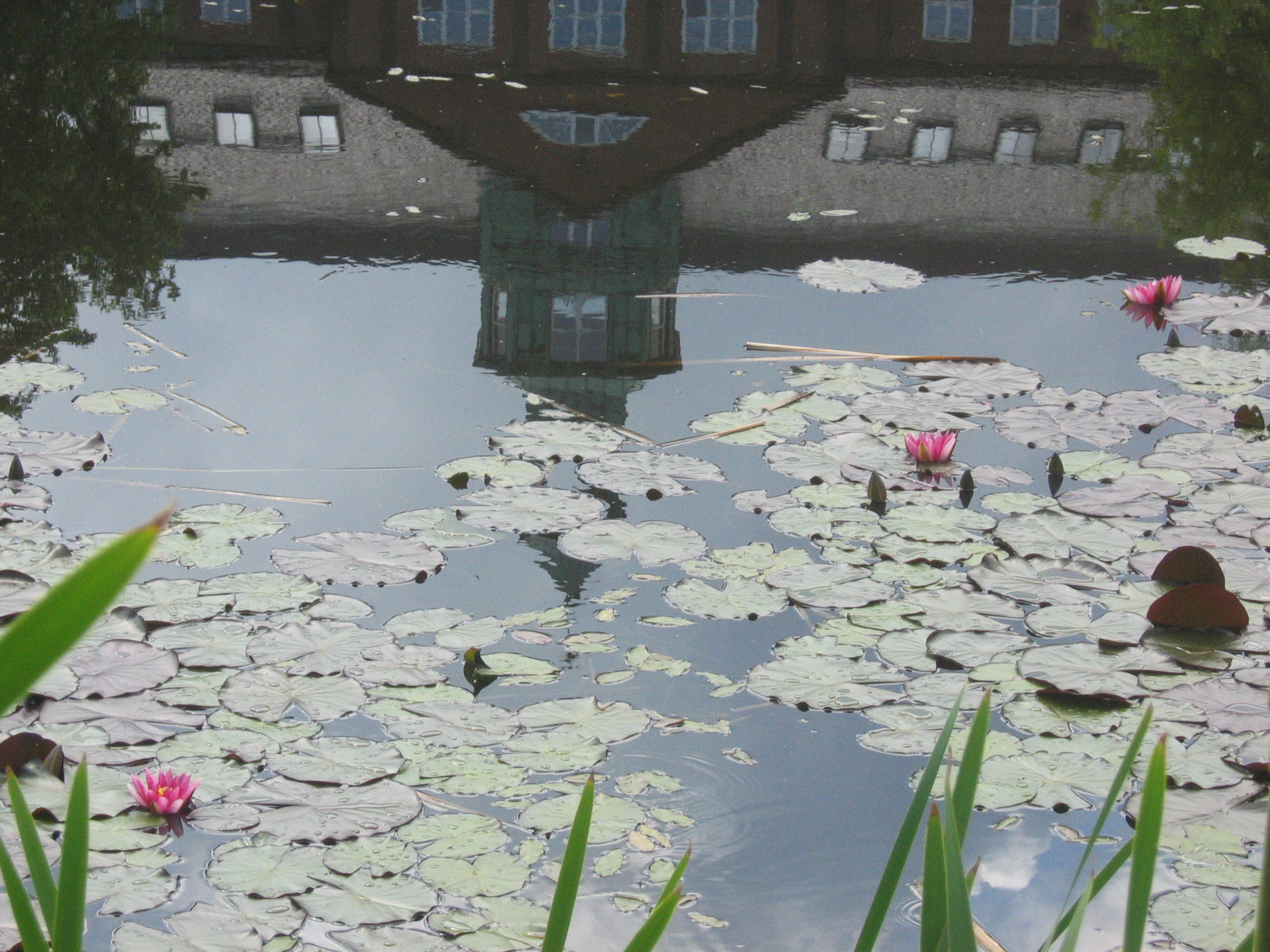
红色的变种
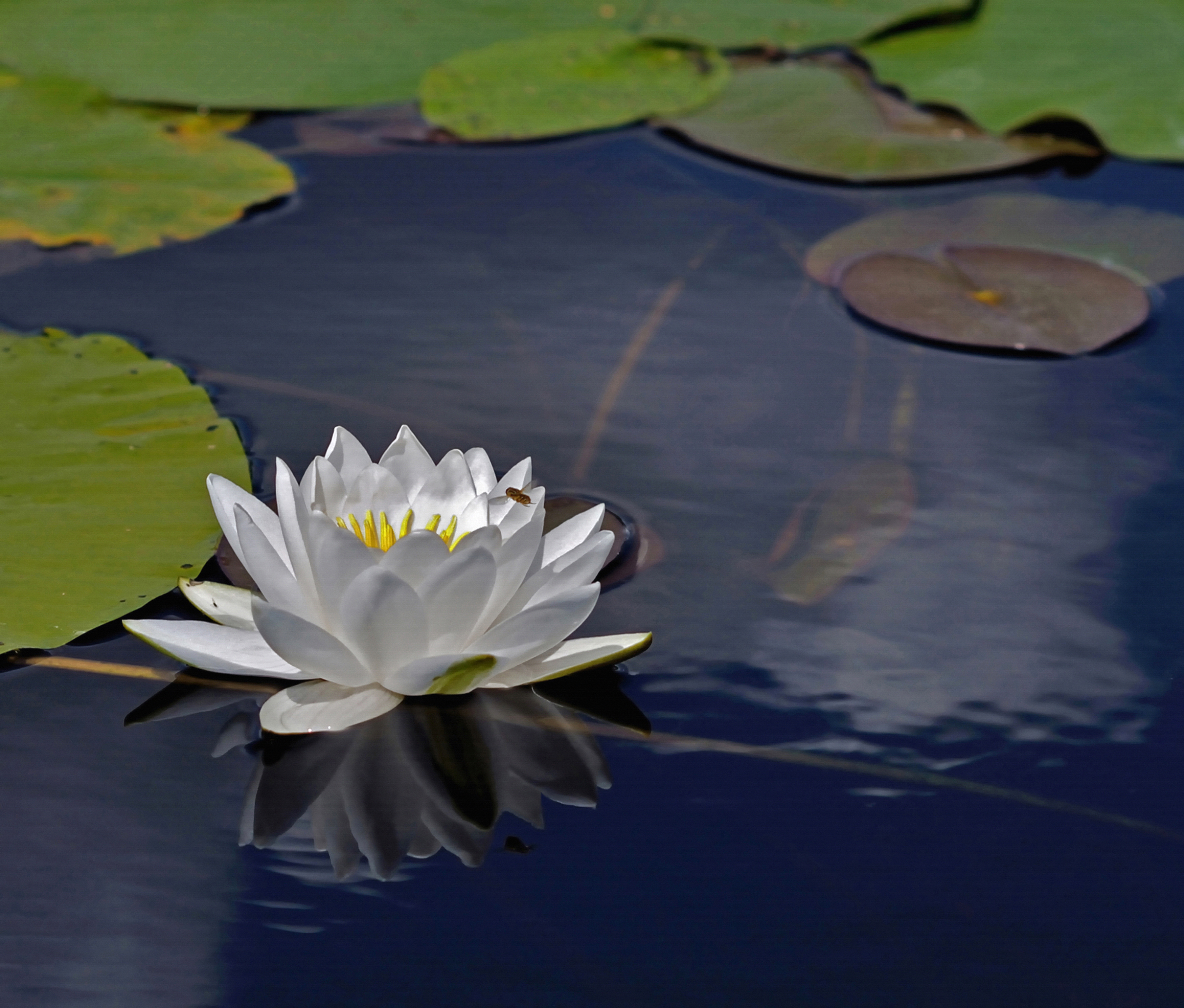